# Nazmi Avluca
Nazmi Avluca (Aorum, Turquía, 4 de noviembre de 1976) es un deportista turco especialista en lucha grecorromana donde llegó a ser medallista de bronce olímpico en Pekín 2008.

## Carrera deportiva
En los Juegos Olímpicos de 2008 celebrados en Pekín ganó la medalla de bronce en lucha grecorromana de pesos de hasta 84 kg, tras el luchador italiano Andrea Minguzzi (oro) y el húngaro Zoltán Fodor (plata).